# Might and Magic IX
Might and Magic IX este un joc video de rol pentru calculator din seria Might and Magic, dezvoltat de New World Computing și publicat de către 3DO. A urmat Might and Magic VIII: Day of the Destroyer și a fost presupus pentru a face parte din trilogie, împreună cu părți Might and Magic X și Might and Magic XI. Este notabil, pentru că este prima lansare după Might and Magic VI: The Mandate of Heaven care are motorul grafic nou și prima din serie care are grafică 3D. În timpul producției a fost cunoscut ca Might and Magic IX: Writ of Fate (Forță și Magie IX: Scrisoarea destinului) și este de obicei așa zis prin admiratorii seriei. Povestea jocului are locul după distrugerea lumilor Erathia și Enroth, arătată în Heroes of Might and Magic IV și s-a îndeletnicit cu invaziune viitoară dirijată de Tamur Leng pe continentul Chedian.
1. ↑  GOG.com